# Goalball
Il goalball (in italiano pallarete) è un gioco di squadra che può essere praticato da atleti affetti da disabilità visive (non-vedenti e ipovedenti).

## Storia

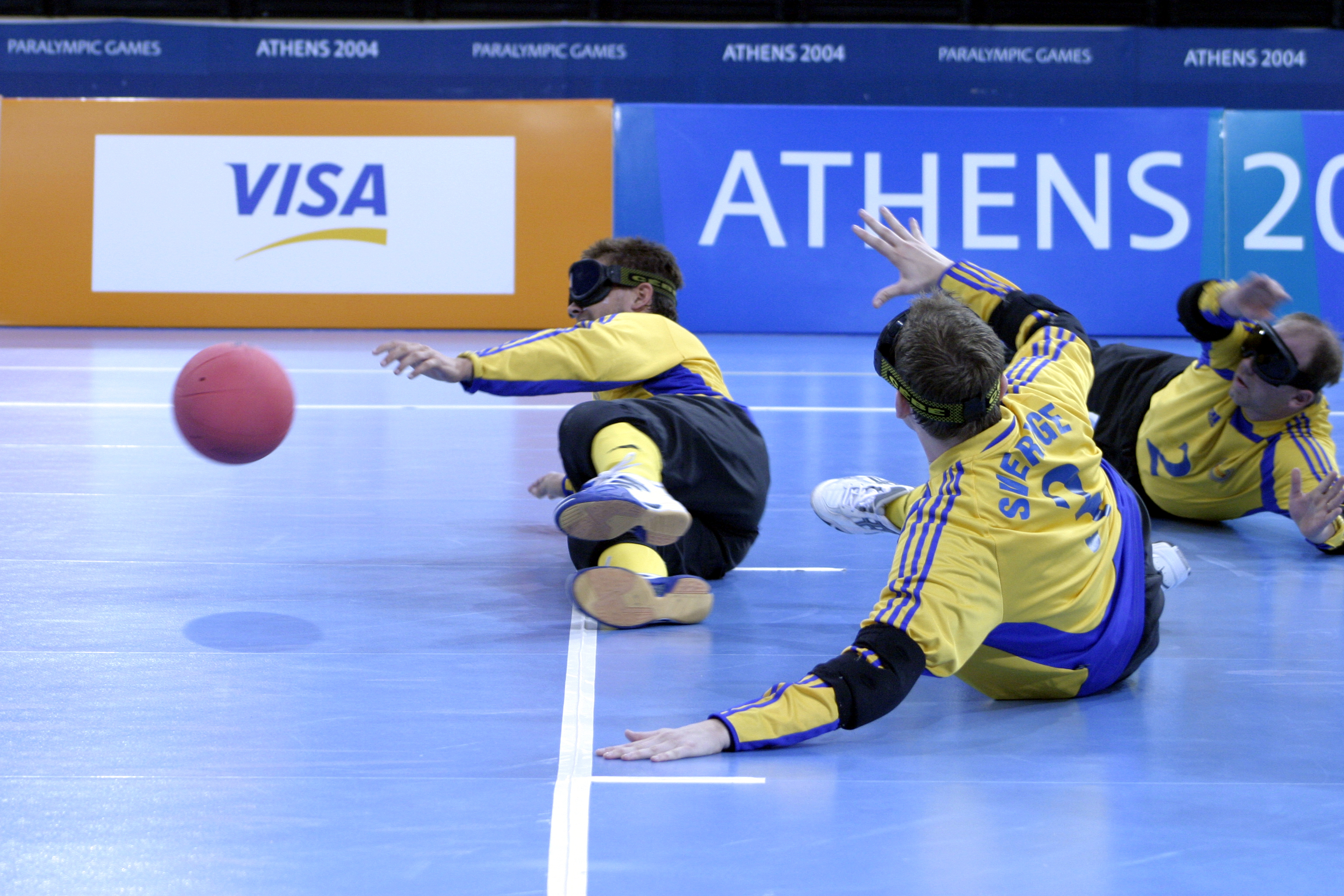
La squadra svedese alle Paralimpiadi di Atene

Questa disciplina venne creata nel 1946 dall'austriaco Hanz Lorenzen e dal tedesco Sepp Reindle, come strumento di riabilitazione per i veterani della seconda guerra mondiale. Durante il successivo trentennio si sviluppò in un gioco agonistico e si diffuse in decine di paesi e fra migliaia di praticanti in tutto il mondo.
Nel 1976 venne selezionato come sport dimostrativo ai V Giochi paralimpici estivi, tenutisi a Toronto. La prima edizione dei campionati mondiali si svolse nel 1978 in Austria. Nel 1980 il goalball entrò ufficialmente nel programma dei VI Giochi paralimpici estivi svoltisi ad Arnhem.

## Regole
Il gioco si svolge in palestra, per non distrarre i giocatori con rumori esterni che potrebbero confondere il suono emesso dalla palla.
Le squadre sono composte di 3 giocatori (un centrale e due ali) e da tre riserve. I giocatori in campo cercano di lanciare una palla, che contiene dei sonagli metallici, nella porta (rete) avversaria; 
Tutti i giocatori sono bendati con una maschera oscurata per tutta la durata della partita, in modo da garantire parità di condizione fra ciechi totali ed ipovedenti.
La partita dura ventiquattro minuti di tempo effettivo, divisi in due tempi di dodici minuti ciascuno; durante tutta la sua durata sono consentite fino a quattro sostituzioni per squadra, a patto che almeno una sia effettuata durante il primo tempo di gioco.

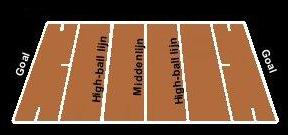
Il campo di goalball

Il campo di gioco consiste in un rettangolo di 18 metri di lunghezza e 9 metri di larghezza; Alle spalle di ogni squadra è posta una porta, simile a quella del calcio, che copre l'intera larghezza del campo ed alta 1,30 m. All'interno di ciascuna area, sono posti dei segnali tattili che aiutano gli atleti ad orientarsi in campo. La palla pesa 1250 g, ha otto fori, 2 sonagli all'interno e ha una circonferenza da 75,5 a 78,5 cm.
L'ente internazionale che governa il goalball è la Federazione internazionale degli sport per ciechi.